# Vestíbul d'independència
Un vestíbul d'independència és un recinte d'ús exclusiu per a circulació d'un edifici o local, situat entre dos o més recintes o zones per tal d'aportar una garantia més gran de compartimentació contra incendis. El vestíbul d'independència d'una escala especialment protegida és un element previst per donar més seguretat a l'evacuació dels ocupants d'un aparcament o d'altres zones habitables.

## Característiques
D'acord amb la normativa de protecció contra incendis espanyola (el Codi Tècnic de l'Edificació CTE DB SI A), el vestíbul d'independència s'ha d'ajustar a les següents condicions:
- Únicament pot comunicar els recintes o zones a independitzar, i també amb lavabos i ascensors.
- Les parets tindran una resistència al foc EI 120, les portes tindran la quarta part de resistència al foc de l'exigida al tancament, i almenys EI2 30-C5.
- Els vestíbuls d'independència de les escales especialment protegides disposaran de protecció davant del fum (ventilació natural d'1 m2, 2 conductes d'entrada i sortida d'aire, o sistema de pressió diferencial).
- Els que serveixen a locals de risc especial no es poden utilitzar en els recorreguts d'evacuació de zones habitables.
- La distància mínima entre els contorns de les superfícies escombrades per les portes del vestíbul ha de ser com a mínim 0,50 m.
- Els vestíbuls d'independència situats en un itinerari accessible (per a usuaris de cadires de rodes) han de poder contenir un cercle de diàmetre Ø 1,20 m lliure d'obstacles i de l'escombrada de les portes. Quan el vestíbul contingui una zona de refugi (per a usuaris amb cadires de rodes), aquest cercle tindrà un diàmetre Ø 1,50 m i podrà envair una de les places reservades per a usuaris de cadira de rodes.